# Angela Frautschi
Angela Frautschi (* 5. Juni 1987 in Saanen) ist eine ehemalige Schweizer Eishockeynationalspielerin und heutige -trainerin, die zwischen 2009 und 2016 für die ZSC Lions Frauen in der Swiss Women’s Hockey League A spielte und mit diesem viermal den Schweizer Meistertitel gewann. Zudem gewann sie jeweils die Bronzemedaille bei den Olympischen Winterspielen 2014 und bei der Weltmeisterschaft der Frauen 2012.

## Karriere
Frautschi begann bei den Bambini des EHC Lenk-Zweisimmen mit dem Eishockeysport. Bis zu ihrem 16. Lebensjahr gehörte sie den (männlichen) Nachwuchsmannschaften des Clubs an: «Ich wusste damals gar nicht, dass es auch Frauenteams gibt, und meinte, ich müsse mit 16 aufhören.» Im Rahmen eines Au-Pair-Aufenthaltes wurde sie auf ein Frauenteam aus Fribourg aufmerksam, bei dem sie zwei Jahre lang aktiv war. In der Saison 2005/06 spielte sie beim DHC Langenthal und empfahl sich durch hervorragende Leistungen für die Nationalmannschaft.
In der Saison 2007/08 spielte sie beim EV Bomo Thun, ehe sie 2007 für eine Spielzeit nach Langenthal zurückkehrte. Am Ende der Saison 2007/08 gewann sie mit dem DHCL den Schweizer Meistertitel.
Im Sommer 2008 zog sie nach Kanada, um bei einem der damals weltbesten Frauenteams Eishockey zu spielen: Bei den Calgary Oval X-Treme traf sie auf eine Reihe kanadischer Nationalspielerinnen. Nach einem Jahr in Kanada kehrte sie in die Schweiz zurück und spielte bis 2016 für die ZSC Lions Frauen, mit denen sie 2011, 2012, 2013 und 2016 die Schweizer Meisterschaft gewann. Zudem nahm sie mit den Lions-Frauen mehrfach am IIHF European Women Champions Cup, der Elite Women’s Hockey League und dem EWHL Super Cup teil.
2013 erlitt sie eine Kopfverletzung und verpasste dadurch einen Grossteil der Saison.
Ab Herbst 2013 studierte sie Bewegungswissenschaften und Sport am Departement Gesundheitswissenschaften und Technologie (HEST) der ETH Zürich.
2016 wurde sie Assistenztrainerin des Frauenteams der ZSC Lions. Anschliessend arbeitete sie als Assistenz- und Cheftrainerin des Frauenteams der GCK Lions, ehe sie zur Saison 2022/23 zur Cheftrainerin der ZSC Lions Frauen befördert wurde.

### International
Ab 2004 gehörte Frautschi der neu gegründeten U18-Juniorinnen-Nationalmannschaft an. Zwei Jahre später wurde sie erstmals für die Schweizer Eishockeynationalmannschaft der Frauen nominiert und schaffte es überraschenderweise in das Kader für die Olympischen Winterspiele in Turin.
Bei den Olympischen Winterspielen in Vancouver  belegte sie mit der «Frauen-Nati» den fünften Platz. Bei der Weltmeisterschaft der Frauen 2012 gewann sie mit dem Nationalteam die Bronzemedaille und erreichte dabei den bis dato grössten Erfolg im Schweizer Fraueneishockey. 2014 folgte die Teilnahme an den Olympischen Winterspielen in Sotschi, bei denen sie mit dem Nationalteam die Bronzemedaille gewann und damit den WM-Erfolg von 2012 wiederholte.
Nach 114 Länderspielen für die Schweiz und zwei gewonnenen Bronzemedaillen beendete sie ihre Nationalmannschaftskarriere im Sommer 2014.

## Erfolge und Auszeichnungen
- 2008 Schweizer Meister mit dem DHC Langenthal
- 2011 Schweizer Meister mit den ZSC Lions Frauen
- 2012 Schweizer Meister mit den ZSC Lions Frauen
- 2012 Bronzemedaille bei der Weltmeisterschaft
- 2013 Gewinn des EWHL Super Cup mit den ZSC Lions Frauen
- 2013 Schweizer Meister mit den ZSC Lions Frauen
- 2014 Bronzemedaille bei den Olympischen Winterspielen
- 2016 Schweizer Meister mit den ZSC Lions Frauen

## Karrierestatistik

### International
(Legende zur Spielerstatistik: Sp oder GP = absolvierte Spiele; T oder G = erzielte Tore; V oder A = erzielte Assists; Pkt oder Pts = erzielte Scorerpunkte; SM oder PIM = erhaltene Strafminuten; +/− = Plus/Minus-Bilanz; PP = erzielte Überzahltore; SH = erzielte Unterzahltore; GW = erzielte Siegtore; 1 Play-downs/Relegation; Kursiv: Statistik nicht vollständig)